# 봉오동 전투

봉오동 전투(鳳梧洞戰鬪)는 1920년 6월 6일~6월 7일 만주에 주둔 중이던 홍범도(洪範圖), 최진동(崔振東, 일명 최명록(崔明錄)), 안무(安武)등이 이끄는 대한군북로독군부(大韓軍北路督軍府)의 독립군 연합부대와 신민단 예하 이흥수, 한경세의 신민단 독립군 1개 중대가 연합, 중국 지린성(吉林省) 화룡현(和龍縣) 봉오동에서 일본군 제19사단 월강추격대, 남양수비대 예하 1개 중대와 싸운 전투이다. 병력은 교전 당시 대한북로독군부 소속 한국 독립군은 1,300여 명이었고, 일본군은 500여 명 정도였다.
삼둔자 전투에서의 패전 이후 일본군 제19사단은 병력을 출병하여 간도 내의 독립군단 토벌에 나선다. 1920년 6월 7일 북로 제1군 사령부(간도국민대) 부장 홍범도는 군무 도독부군, 국민회 독립군과 연합하여 대한북로독군부를 결성하고 봉오동 골짜기 인근에 포위진을 짜고 제3소대 분대장 이화일을 시켜 일본군을 유인해 오도록 하였다. 그러나 소나기가 내리쳤고, 일본군 부대는 선봉으로 올라가던 일본군 부대를 독립군으로 오인하여 사격을 가하면서 교전했다. 고지 꼭대기까지 올라간 홍범도 부대는 이를 내려다보고 남은 일본군에게 사격을 가했다.
6월 7일 오후 1시쯤, 일본군이 봉오동 상동(上洞) 남쪽 300m 지점 갈림길까지 들어오자 홍범도는 신호탄을 올렸다. 삼면 고지에 매복한 독립군이 일제히 사격을 개시하면서 시작된 봉오동 전투는 3시간 이상 계속되었다. 사상자가 늘자 월강추격대대는 도주하기 시작했는데, 강상모(姜尙模)가 2중대를 이끌고 쫓아가 다시 큰 타격을 입혔다. 대한민국 임시 정부 군무부는 봉오동 승첩에서 일본군은 157명이 전사한 반면 아군은 불과 4명만 전사했다고 발표했다. 상해임시정부의 발표에 의하면, 이 전투에서 일본군 측 피해는 전사자 157, 중상 200, 경상 100명이며 독립군 측 피해는 전사자 4명, 중상 2명에 불과했다고 발표하였다. 이후 일본군의 대대적인 탄압을 받게 된 북로독군부군은 청산리로 옮겨가 김좌진의 북로군정서군과 연합하여 청산리 전투를 전개해 나간다.

## 배경

### 봉오동 개척
봉오동은 두만강 하구 도문시에서 약간 떨어진 마을이다. 이쪽 지형은 일반적인 다른 만주 지형보다는 약간 굴곡이 있으나, 10개의 작은 마을에 총 가구수가~ 200명 정도 되는 궁벽한 곳이었다.
 당시 최진동 독립군의 근거지가 봉오동이었고, 독립군 연합부대의 지휘관 중 한 사람인 최진동의 가족, 친척들이 봉오동에 거주하고 있었다. 봉오동은 남쪽으로는 삼둔자 등 독립군의 활동거점과 연계되어 있었고, 서북쪽으로는 약 40리 떨어진 곳에 북로군정서의 소재지인 서대파가 있었고, 봉오동 서남방으로 약 16리 떨어진 곳에 홍범도와 연합한 신민단의 근거지인 석현이 있었다. 봉오동 북쪽으로 약 160km 떨어진 곳에는 만주로 건너온 광복단의 근거지 대감자 방향이었다. 봉오동은 세 개의 자연부락으로 되어 있는데, 상촌(북촌), 중촌, 하촌(남촌) 등 3개 자연 부락에 이들 민가는 각각 흩어져 있었으며, 상촌은 봉오동을 대표하는 곳으로 독립군의 훈련장이 있었다.
봉오동은 최진동이 1900년대 초 건너와 정착하여 개척한 마을로 1908년(융희 2년) 최진동이 당시 청나라 지린성의 지방관청으로부터 이곳의 토지를 사들여 개간하면서부터 점차 마을이 형성되기 시작하였다. 이어 한국인 이민자들을 받아들여 한인촌을 구성하였다. 새로 형성된 한인 마을은 최진동이 마을의 행정과 질서를 주름잡았고, 그가 지휘하는 소규모 의병, 독립군의 활동 기반이었다. 1920년 무렵에는 동만주 지방에서 활동하는 한인 교민촌으로는 중간급 규모였고, 동시에 최진동 독립군의 중심지로 바뀌었다.

### 전투 배경
홍범도가 이끄는 북로독군부 정일 제1사령부는 다른 이름으로 간도국민대라고도 불렸다. 당시 홍범도의 정일 제1사령부가 봉오동에 위치했고, 그 주위에는 각 독립군 부대들이 주둔하고 있었다. 1920년 6월 4일, 일단 소규모의 습격대가 두만강을 넘어 국경 일본군 초소를 공격한다. 그러자 조선총독부의 소규모 부대가 과감하게 국경을 넘는다. 전투의 서막이 오른 것이다. 1920년초 홍범도의 부대는 병력 약 300명에 군총 약 200정, 권총 약 40정, 탄약은 총 1정당 200발의 장비를 갖추고 있었으며 그 후 꾸준히 군력을 증가시켜 갔다. 1920년 3월에는 기관총 7정, 군총 220정, 탄약 18,000발, 권총 22정을 러시아 블라디보스톡에서 추가로 구입하여 간도의 본영까지 운반해 왔다. 또한 봉오동 전투를 전개하기 직전 무렵에는 국민회의 지원을 받아 약 15,000원의 군자금으로 군총 300정과 총 1정당 탄약 1,200발을 구입하였다.
3.1 만세 운동이 일어난 이후 만주와 연해주, 간도 등에서 국민회군, 북로 군정서군, 서로 군정서군, 대한 광복군 총영 등의 수많은 독립군 부대가 창설되어 온성 전투, 삼둔자 전투 등 일본군 부대와 크고 작은 전투를 벌여 승리하였다. 이에 일본군은 제19사단의 1개 대대를 야스가와 지로 소좌가 인솔하는 월강추격대대로 편성하여 간도로 들어갔다.

### 통합 사령부 조직
1919년 3·1 만세 운동 이후 만주에서도 여러 개의 무장 부대가 조직되었다. 그 중 국내 진공 작전을 처음 계획한 것은 홍범도의 간도국민군이었다. 3.1 만세 운동 이후 만주 지역에서 독립군의 무장 항쟁이 활발해지자 일본 정부는 밀정을 파견, 이들의 동태를 예의 주시하다가 한국인 독립군들이 국내 진공을 계획한다는 첩보를 입수, 1920년 5월부터 독자적인 독립군 토벌 작전을 추진하였다. 1919년 8월 이후 활발히 국내 진공 작전을 펼치던 홍범도의 대한독립군은 만주 북간도(北間島) 지역 독립군의 통일과 연합에 나섰다. 그리하여 안무의 국민회군, 최진동의 군무도독부 측과 계속 교섭하였다.
1920년 5월 28일 대한독립군과 국민회의 국민군 및 군무도독부(軍務都督府)가 연합하여 하나의 독립군단인 대한군북로독군부(大韓軍北路督軍府)를 조직하고 군무도독부의 병영인 화룡현 봉오동에 병력을 집결시키면서 강력한 국내 진입전을 계획했다. 이 무렵 대한독립군의 병력은 최진동의 군무도독부계가 약 670명, 홍범도와 안무의 국민회계가 약 550명으로 총 대원 1,200여 명으로 일제 측에 의해 탐지되었으며, 화력으로는 무기가 기관총 2문, 군총 약 900정 이상, 권총 약 200정, 폭탄(수류탄) 약 100개, 망원경 7개, 탄환 군총 1정 당 150발 등으로 집계되었다. 이들은 간도 화룡현 봉오동에 집결, 합동 국내 진공작전을 계획한다.
대한북로독군부는 조직을 정치, 행정과 군사, 지휘로 분권하여 정치, 행정의 총책임자이며 북로독군부의 대표와 그 부부장은 군무도독부의 최진동과 국민군의 군무위원이었던 안무가 담임하고, 통합된 북로독군부의 군사 지휘는 의병 이래의 명장이었던 홍범도가 맡아 통수토록 하였다. 이와 같은 대한군북로독군부의 성립으로 온성에서 두만강 건너 북방에 위치한 봉오동 골짜기와 그 부근에 있던 700~800명 이상의 북로독군부 병력과 그 밖에 대한신민단(大韓新民團) 이흥수(李興秀)가 거느리는 약 60명 가량의 신민단 독립군이 집결하여 봉오동 전투를 준비하게 되었다. 이어 역시 대한신민단원인 한경세(韓景世)가 이끈 신민단 독립군의 1개 소대도 합류했다.

## 선제 공격과 유인책
1920년 6월 4일 독립군 홍범도 부대와 최진동 부대의 예하 1개 소대가 각각 동간도 화룡현(和龍縣) 삼둔자(三屯子)를 출발, 월신강(月新江)을 넘어 간도를 거쳐 두만강을 건너와 함경북도 종성군 강양동에 주둔하고 있던 1개 소대 규모의 일본군 헌병 국경초소지대를 기습 공격하여 몰살시켰다. 당시 일본군은 독립군의 국내 진입 작전 기밀을 입수하고 만주 국경 지대 주변에 활보하는 한국인 독립군 활동에 관심을 갖고, 방비책을 강구하고 있던 중이라 이는 전투의 도화선이 된다. 이를 일각에서는 봉오동 전투와 따로 구분하여 따로 삼둔자 전투로도 부른다.
삼둔자 주둔 독립군의 기습공격을 확인한 국경초소지대의 급보를 받은 일본군 남양수비대(南陽守備隊)는 1개 중대를 출동시켜 반격전을 전개해왔다. 독립군 연합부대 사령부는 1개 소대를 삼둔자 서남쪽 봉화리(烽火里)에 매복시키고, 이화일(李化日) 소대장이 이끄는 약간의 병력을 고지대에 배치시켜 총격전을 벌이면서 일본군을 유인하였다.
6월 6일 오전 10시 일본군은 잠복해 있는 독립군부대 앞까지 추격해왔다. 6월 6일 점심때까지 독립군은 100m 안팎의 산악 고지에서 일제히 사격을 퍼부어 일본군 남양수비대 1개 중대 병력 60명을 사살하였다. 독립군은 2명이 전사하고, 근처 마을에 거주하던 주민 9명이 유탄 파편에 맞아 사망하였다. 이 전투에서 발군의 전공을 세운 소대장 이화일의 유도작전은 높이 평가된다.
일본군 제19보병사단장은 일본군 19사단 소속 보병 소좌 야스카와 지로(安川二郞)가 지휘하는 보병 및 기관총대 1개 대대인 월강추격대대를 출동시켰다. 독립군 밀정이 새다리에 편지를 묶어서 띄워 보낸 편지를 통해 1,2시간 만에 이 사실을 접한 홍범도, 최진동 등 독립군 지휘에서는 1개 대대급도 안되는 열세한 병력으로 우세한 적과 대결하려면 작전상 이로운 꼭대기 고지에 올라가서 시야를 넓히는 것이 덜 불리하리라 판단하고, 북편으로 퇴각하여, 조를 나누어 일부는 산 꼭대기로 올려보내고, 일부는 안산(安山) 촌락 후방고지에 진지를 만드는 한편, 인근 지역에 목책과 허수아비들을 설치하였다.

## 전투 경과

### 일본군 월강추격대 편성
함경북도 나남(羅南)에 사령부를 두고 두만강 국경을 수비하던 일본군 제19사단은 이와 같은 간도 삼둔자에서의 패배를 설욕하고 독립군을 토벌하겠다고 야스카와 소좌가 이끄는 월강추격대대를 편성하여 두만강을 넘어 중국령 북간도에 진입하여 독립군을 공격하게 했다.
일본군은 300명 이상 최고 1,000명으로 추정이 된다.
여기에 삼둔자 전투에 참가했던 신미(新美) 대위의 신미중대가 합류한 일본군은 아스카와 소좌 인솔하에 6월 6일 종성군 하탄동(下灘洞)에 집결하여 6월 6일 오후 9시 이후부터 두만강을 건너기 시작, 6월 7일 새벽 3시 30분에 독립군의 본거지인 봉오동을 일거에 공격하고자 출격했다. 이어 그들은 상부로부터 받은 다음과 같은 무모한 작전명령을 내렸다.
월강추격대는 즉각 두만강을 건너 독립군을 추격하다 남봉오동에 도착하였다. 당시 홍범도 등의 독립군 지휘관들은 일본군의 추격을 예상하고 봉오동 일대에서 격전을 벌일 계획을 수립하고 있었다. 일제 추격대는 이 전명령대로 안산 방면을 거쳐 고려령을 향해 곧 바로 봉오동 입구로 진입하여 갔다. 홍범도 사령관은 진입해 오는 일본군을 맞이해서 먼저 주민들을 전부 산중으로 대피케 해서 공동화시킨 후 전 독립군에게 작전 계획을 시달했다.

### 안산 전투, 고려령 전투
6월 6일 홍범도 부대 예하의 1개 중대가 기습공격을 당했다. 봉오동 마을의 중간쯤 후안산에서 일본군의 급습을 받은 것이다. 일본군은 여세를 몰아 봉오동 골짜기를 따라 진격한다. 그러나 골짜기 안에는 독립군 부대가 매복하고 있었다. 약 300명의 선발대 일본군은 우세한 화기를 믿고 계속 진군했던 것 같다. 그 뒤를 따라 나머지 일본군도 진격하였다.
그러나 독립군 연합군단은 800명의 독립군을 봉오동 주변의 산악 고지대에 매복시켜놓고 일본군 월강대대가 안으로 진입하기를 기다렸다. 6월 6일 늦은 밤, 척후병이 이상없음을 수신호하고, 선발대가 일부 들어왔을 때까지도 가만히 있었다.
6월 7일 자정부터 새벽 사이, 야스카와 부대가 전방 300m의 텅빈 안산촌락으로 돌입할 때, 꼭대기에서 이를 지켜보던 일부가 수신호를 보내 미리 잠복 중이던 독립군이 일제히 총격을 가하였다. 야스카와의 대대는 니히미 지로(新美二郞)가 이끄는 남양수비대 니히미 중대와 합세하여 독립군과 교전하였으나, 지리적 악조건과 날씨가 흐렸으며, 독립군 일부에게 먼저 불의의 기습을 받아 혼란에 빠졌다.
그러나 다시 대오를 정비한 야스카와의 대대는 정예군으로 편성된 야마자키 중대(山崎中隊)를 보내 독립군을 추격하였다. 야스카와 대대가 고려령(高麗嶺) 서방에 도착하였을 때 북방 및 동북방 고지에 올라 미리 매복하고 있던 독립군은 사격을 가했다. 고지에서 사격을 받은 일본군은 소수의 독립군에게 크게 패하였다. 그러나 일부 병력을 근거리에 남겨두어 일본군을 유인했다. 안산과 고려령 전투에서 일본군 120명의 전사자를 냈지만, 독립군의 숫자를 고려하지 않다가 오히려 독립군이 보낸 일부병력의 유인책에 말려들어 봉오동 골짜기까지 흘러들어갔다.

### 독립군의 준비와 재편성
6월 7일 자정 무렵, 안산전투 직후 예하 1개 중대에서 보낸 사자의 보고로, 야스카와의 월강추격대대가 안산(安山) 방면을 거쳐 봉오동 입구 방면인 고려령을 향해 접근하고 있다는 보고를 접한 대한군북로독군부 사령부장 홍범도와 부부장 최진동은 봉오골의 주민들을 산악 밖으로 대피시켜 마을을 소개한 후, 볏짚으로 만든 허수아비들을 세워서 사람의 형상처럼 보이게 한 뒤 요지에 병력을 매복시켰다. 봉오동 골짜기에 있던 독립군 연합부대는 6월 7일 새벽부터 안산과 고려령에서 있었던 교전소식을 듣고 일본군의 침입에 대비하여 명령 지휘체계를 재편성시킨다. 홍범도와 최진동의 연합부대는 다시 재편성하였다.
최진동을 사령관으로 홍범도를 연대장으로 정하고, 안무는 사령부 부관으로, 이원(李圓)은 연대 부관장교로 정하고, 소규모의 권총과 단총으로 무장한 연대본부와 1,2,3,4,5,6중대 등 7개로 중대로 재편성, 1중대장은 이천오(李千五), 2중대장은 강상모(姜相模), 3중대장은 강시범(姜時範), 4중대장은 조권식(曺權植)을 임명하고, 나머지 2개 중대는 별도로 편성하였다.
제1중대는 상촌 서북방에, 제2중대는 봉오동 동부 산악고지에, 제3중대는 북부 산악고지에, 제4중대는 서산 남부 나무 숲속에 매복하고, 연대장 홍범도는 별도로 편성된 2개 중대를 서북북단에 매복해 있다가 이들 2개 중대 병력을 이끌고 일본군 선발대 시야에서 보이도록 천천히 움직이면서, 일본군의 선봉이 봉오동 골짜기로 유인하도록 계획을 짰다. 또한 유인책을 잘 썼던 소대장 또는 분대장 이화일(李化日)에게 다시 약간의 병력을 주어 고려령 북쪽 1,200m 고지와 그 북쪽 마을에서 대기하고 있다가, 일본군이 나타나면 교전하는 척하면서 일본군을 각 중대들의 포위망 안으로 유인해오도게 했다. 이어 일본군 선발대와 주력부대가 모두 봉오동 골짜기 안에 들어와 독립군이 잠복한 포위망 안에 들어오면 사방에서 일제히 사격을 개시하도록 정하였다.

### 제3차 전투
1920년 6월 7일 북로군 제1군 사령부 부장 홍범도는 군무 도독부군, 국민회 독립군과 연합하여 대한북로독군부를 결성하고 봉오동 골짜기 인근에 포위진을 짜고 제3소대 분대장 이화일을 시켜 일본군을 유인해 오도록 하였다.
일본군 제19사단 월강추격대대는 6월 7일 오전 6시 30분 봉오골 골짜기 입구에 도착하여 전위중대를 보냈다. 이화일 소대는 일본군 19사단 월강대대를 유인하기 위한 교전을 한다는 것을 잊어버리고 적극적으로 교전, 일본군 전위중대가 참패를 하고 퇴각했다. 그러나 월강대대는 다시 대오를 정렬하여 당일 오전 11시 30분 봉오동 골짜기 안으로 진입하기 시작했다. 일본군은 독립군의 작전계획대로 봉오동 골짜기로 왔는데 봉오동 상촌부락에 독립군 700명이 잠복해 있는 포위망 안에 들어왔다.
6월 7일 새벽, 일본군 제19보병사단 예하 1개 부대와 남양수비대 예하 1개 대대가 봉오동 어귀에 들어섰다. 연대장 홍범도는 직접 2개 중대를 인솔하고 서남산 중턱에 위치하여 일본군의 선봉이 봉오동 어구를 통과하도록 유인했다. 거짓으로 교전하는 척 하면서 일본군 주력 부대를 봉오동 골짜기 안쪽으로 서서히 유인했다. 곧이어 치열한 전투가 벌어졌다. 골짜기와 산기슭에 안개가 자욱히 서려 일본군은 한치 앞도 보이지 않았다. 홍범도는 서둘러 북쪽을 향해 퇴각하되 될 수 있는 대로 높은 산봉우리로 오르라고 명령했다.
일본군 월강대대 선발대의 척후병이 6월 7일 오후 1시 독립군 포위망 안에 진입하고, 아무도 없음을 알리자 일본군 월강대대 본대는 안심하고 봉오동 골짜기로 진입했다. 그런데 몇 시간이 지나자 소나기가 엄청나게 쏟아졌다고 한다. 이 틈을 타 매복군은 일본군의 시야에서 사라진다. 이어 그날 오후 내내 우박이 쏟아지고, 안개가 끼었다. 일본군은 독립군의 작전계획대로 봉오동 상촌 독립군 700명이 잠복해 있는 포위망 가운데로 들어왔다. 추격해온 일본군이 봉오동 골짜기 내 독립군 포위망에 들어오자 오후 1시부터 홍범도의 사격 개시 명령에 따라 3면에서 일제 공격이 시작되었고 3~4시간여의 교전이 이루어졌다.

## 교전 결과
봉오동전투는 독립군의 사기를 크게 올리고 병력보강과 군비확충에 활력을 주었다. 한편 조선총독부와 일본은 독립군의 전력을 새로이 평가하고 대토벌을 계획하게 되었다.
독립군을 대한제국 말기의 의병과 비슷하게 생각하고 얕보던 일본군은 경악했다. 야스카와의 월강대대는 결국 함경북도 온성군 유원진(柔遠鎭)으로 퇴각하였다. 대한민국 임시 정부 군무부의 보고서에 의하면 봉오동 전투에서 '독립군은 일본군에게 전사 157명, 중상 200여 명, 경상 100여 명의 피해를 주고 승리했다. 독립군의 피해는 전사 4명, 중상 2명이었다'고 기록하였다. 이 때문에 봉오동대첩이라고도 불린다 봉오동전투의 승리로 독립군의 사기는 크게 진작되었으며, 계속적인 독립전쟁의 수행을 위해서 만주 내 독립군 군벌의 군사적 통일과 아울러 병력보강과 군자금 조달 등이 활발하게 이루어졌다. 한편 일본군 끼리 서로 교전한 것이 뒤늦게 알려지면서 일본군 관계자들은 줄줄이 문책을 당하고, 작전훈련 미숙으로 전보 또는 강등 등의 징계 조치를 당했다.
한일합방 후 만주와 시베리아, 연해주에서는 무장독립군이 여러 곳에서 조직되었다. 그 중에서도 홍범도의 대한독립군은 가장 용맹하고 가장 많은 전과를 올린 독립군으로 명성을 드날렸다. 그 해, 7월 11일 홍범도가 이끄는 소규모 부대는 노두구에서 간도 일본 영사관을 습격하여 일본 영사관 경찰대와 교전하여 다수의 부상자를 내고 승리하였다. 일본군은 이후 만주의 독립군 부대에 대한 대대적인 토벌 계획을 세웠고, 이에 필요한 군대 동원을 위해 훈춘 사건을 일으켜 관동군 2개 사단을 파병하게 되었다. 이때 밀린 홍범도의 부대는 김좌진, 이범석이 이끄는 북로군정서 본부와 연합하여 청산리 대첩에 참가한다.

### 홍범도 부대의 이동
봉오동 전투 후 독립군 부대들은 더욱 심해진 일본군의 토벌을 피해 하나씩 둘씩 만주를 떠나 러시아령 연해주로 이동하기 시작했다. 당시 러시아는 사회주의 혁명 후 혁명에 반대하는 백군파와 혁명을 지키려는 적군파가 싸우고 있었다. 일제는 백군을 지지했으며, 러시아 혁명정부는 일제에 저항하는 조선인 독립군들을 지원했다. 만주에서 무기도 식량도 더 이상 구하기 어려워진 독립군들이 러시아로 가려는 것은 그곳에서 장기적인 항전을 준비하기 위해서였다.
홍범도 부대는 아직 만주에 남아 있는 서로군정서와 북로군정서 중 북로군정서 부대를 찾아 화룡현(和龍縣) 청산리로 향했다. 북로군정서는 본래 길림성 왕청현 서대파구(西大波溝) 산간지대에 있었는데, 일제의 압력에 못 이긴 중국 관청에서 떠나라고 강요하자 청산리로 이동하게 되었던 것이다.
북로군정서는 당시 만주 최고의 병력과 무장력을 자랑하는 부대였다. 총재 서일(徐一), 총사령관 김좌진, 김규식이 이끄는 보병대 450여 명, 이범석이 이끄는 사관생으로 구성된 연성대(硏成隊) 150명, 기타 약 100여 명 등 총 700여 명의 병력에 전원 일식 보총으로 무장하고 프랑스제 기관총도 한 문씩 갖고 있었다. 김좌진은 안동의 양반가 출신으로 독립운동에 뛰어든 인물이다.

## 평가
봉오동 전투는 조선과 만주의 국경 지역에서 한국 독립군과 일본군 사이에서 본격적으로 벌어진 최초의 교전은 아니었지만 대규모 전투로는 첫 전투였다. 봉오동 전투에서는 한국인 독립군 연합부대가 승리를 거두어 독립군의 사기가 크게 높아졌으며, 이는 만주의 의병조직의 확대와 참가자 증가, 1920년대에 독립전쟁이 더욱 활발히 전개되는 계기가 되었다. 그러나 이 사건으로 중국에 본격 침투를 계획한 일본군은 훈춘 사건을 조작하여 중국 출병의 빌미를 만든다.

## 홍범도 일지
홍범도는 말이 없고, 자신의 기분을 표정에 드러내지 않았다고 한다. 대신 그는 봉오동 전투를 기록한 홍범도 일지를 남겼다.
그는 무척 과묵한 사람이었다. 일설에는 봉오동 전투의 실황을 기록한 '홍범도일지 라는 그가 자술한 기록이 나오지 않았다면 지금까지도 사람들은 그를 단지 봉오동 전투의 일자무식의 장군이라고 알았을 것이다.'라는 시각도 있다.

## 기타
후일 한중 수교 이후 중국 지린성 투먼에 봉오동 전투 기념비가 세워졌다.
홍범도의 일지에 의하면 이 전투에 3명의 소련 적군(赤軍) 병사들도 있었다고 한다. 봉오동 전투는 한국인 독립군의 선제공격과 골짜기 유인책, 험준한 골짜기 지형, 기후 조건을 이용한 전투였다. 이후에 1920년 8월까지 거듭된 소규모 전투와 습격작전에서 번번히 북로군에게 패하거나 기습공격을 당하자, 결국 일본 제국 육군은 1920년 10월 초, 독립군 소탕을 위한 간도 출병을 결정, 작전을 개시했다.

## 관련 서적
- 윤병석, 《간도역사의 연구》(국학자료원, 2006)
- 박은봉, 《한국사 100장면》 (실천문학사, 1997)
- 이야기한국역사편집위원회, 《이야기 한국역사 11》 (풀빛, 1997)
- 한국일보사, 《한국독립운동사 1》(한국일보사, 1987)
- 박성옥, 《신민족주의론》 (살림터, 2009)
- 한국근현대사학회, 《한국독립운동사강의》 (한울아카데미, 2009)
- 동북동지회, 《동북지역 독립운동사》 (코람데오, 2009)
- 박은식, 《한국독립운동지혈사》 (소명출판, 2008)
- 박은봉, 《한국사 편지. 5: 대한제국부터 남북 화해 시대까지》 (웅진닷컴, 2003)
- 해오름, 《초등학생이 꼭 읽어야할 교과서 속 한국인물 100》(대교출판, 2001)
- 박은봉, 《한국사 100장면》 (가람기획, 1993)
- 한국독립운동사 편찬위원회, 《독립운동사 5》(한국독립운동사 편찬위원회, 1973)

## 관련 작품
- 봉오동 전투 (영화)

## 같이 보기
| - 청산리 전투 - 삼둔자 전투 - 간도참변 (경신참변) - 보천보 습격 - 북로군정서 - 군무도독부 - 홍범도 - 최진동 - 안무 - 이흥수 - 서일 - 이범석 - 자유시 참변 | - 니콜라옙스크 사건 - 신민단 - 간도국민회 - 대한독립군 - 대한군북로독군부 - 북로군정서 - 서로군정서 - 이화일 - 야스카와 사부로 - 니히미 지로 - 통화 사건 - 조선은행 대구지점 폭탄사건 |